# Have You Ever Really Loved a Woman?
Have You Ever Really Loved a Woman? is een nummer van de Canadese zanger Bryan Adams uit 1995. Het is de eerste single van zijn zevende studioalbum 18 Til I Die. Het nummer is een ballad, gespeeld op de Spaanse gitaar.
Het nummer werd een wereldwijde top 10-hit. In Adams' thuisland Canada, en ook in de Amerikaanse Billboard Hot 100 werd het een nummer 1-hit. In Nederland was de plaat in week 15 van 1995 Megahit op Radio 3FM en werd een grote hit. De plaat bereikte de 2e positie in zowel de Nederlandse Top 40 als de Mega Top 50. In België werd de 3e positie bereikt in zowel de Vlaamse Utratop 50 als de Radio 2 Top 30.

## NPO Radio 2 Top 2000
| Nummer met noteringen in de NPO Radio 2 Top 2000 | '99 | '00 | '01 | '02  | '03  | '04 | '05 | '06 | '07 | '08 | '09  | '10  | '11  |
| ------------------------------------------------ | --- | --- | --- | ---- | ---- | --- | --- | --- | --- | --- | ---- | ---- | ---- |
| Have You Ever Really Loved a Woman?              | 670 | -   | 848 | 1090 | 1104 | 842 | 925 | 948 | 758 | 866 | 1410 | 1413 | 1804 |

1. ↑  Een '-' betekent dat het nummer niet was genoteerd en een vetgedrukt getal geeft de hoogste notering aan.
2. ↑  Deze tabel is bijgewerkt tot en met de laatste editie (2024).